# Capilla pública
Capilla pública era el nombre que recibía cada una de las ocasiones en que el rey de España acudía a la capilla del Palacio Real de forma pública y solemne.

## Historia

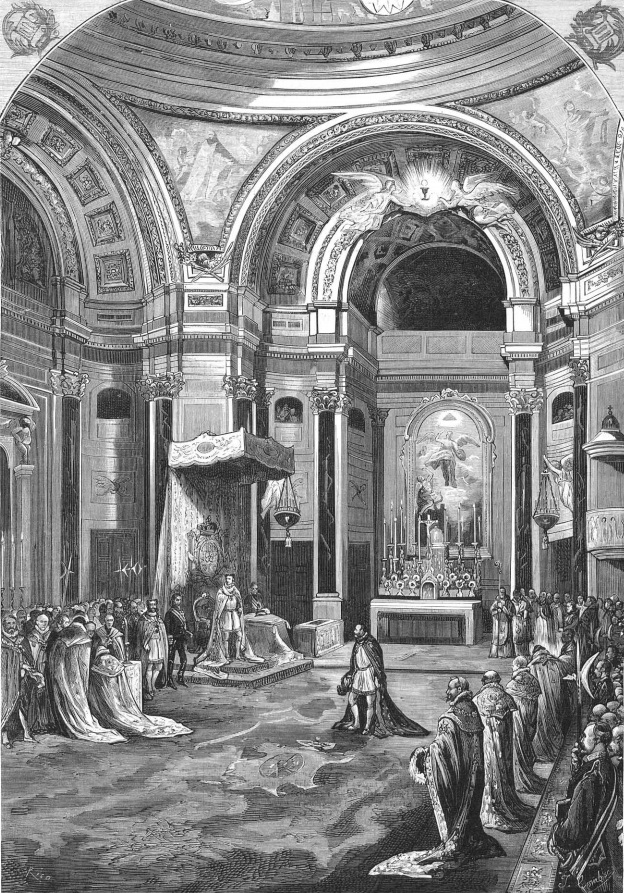
Capilla pública del 7 de diciembre de 1876 en la vigilia de la Fiesta de la Inmaculada Concepción, con motivo del capítulo de la orden de Carlos III. (Grabado de La Ilustración Española y Americana)

El término tiene su origen en la etiqueta de Borgoña, que contenía amplias disposiciones referentes a la Real Capilla, ya que esta ocupaba un espacio central del protocolo borgoñón. En el siglo XVI este ceremonial consideraba que el rey sale a capilla, cuando iba a esta de forma ceremonial y solemne, recorriendo las galerías superiores del Real Alcázar de Madrid con su séquito hasta llegar a la capilla, entrando a esta por la llamada sala grande de la Emperatriz. Desde sus inicios el recorrido del monarca y su séquito por las galerías superiores del Alcázar, y después por las galerías del Palacio Real, constituían parte de la ceremonia.
Hasta mediados del siglo XIX para denominar estas ocasiones se utilizaban términos como Capilla u ocasiones en que el rey asiste a su real cortina. Esta ceremonia se contraponía a las ocasiones en que el rey acudia en privado a la capilla, diciéndose entonces que el rey acudía al cancel o tribuna.  
Desde mediados del siglo XIX se comienza a utilizar el término capilla pública. Con la caída de Alfonso XIII este acto dejó de celebrarse y no fue retomado en el reinado de su nieto Juan Carlos I. 

## Desarrollo

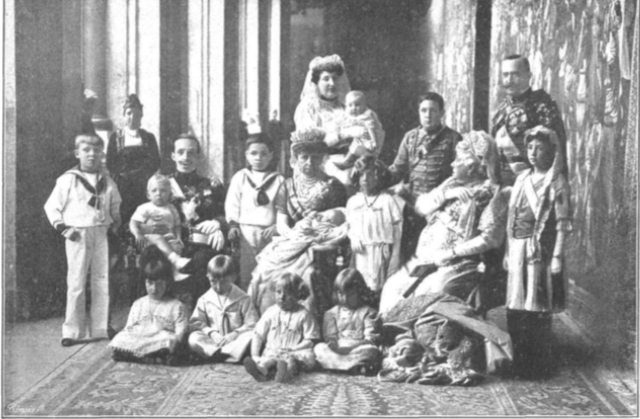
Fotografía de la familia real tomada en las galerías del Palacio Real de Madrid, decoradas para la capilla pública con motivo del bautismo del infante Gonzalo el 4 de noviembre de 1914. Puede apreciarse la riqueza de los uniformes y vestidos.

El acto se producía en las festividades religiosas señaladas por el ceremonial y en otras celebraciones que el monarca declaraba capilla pública. Desde principios del siglo XIX las festividades religiosas objeto de la capilla pública quedaron establecidas por la etiqueta. Eran las siguientes:
- fiesta de la Epifanía (6 de enero)
- fiesta de la Purificación de Nuestra Señora (2 de febrero),
- Miércoles de Ceniza,
- fiesta de la Anunciación de Nuestra Señora (25 de marzo),
- Domingo de Ramos,
- Jueves Santo,
- Viernes Santo,
- Pascua de Resurrección,
- fiesta de la Ascensión de Nuestro Señor,
- fiesta de Pentecostés,
- fiesta de la Santísima Trinidad,
- domingo de la Infraoctava del Corpus,
- fiesta de Todos los Santos (1 de noviembre),
- fiesta del Patrocinio de Nuestra Señora,
- fiesta de la Inmaculada Concepción (8 de diciembre),
- fiesta de la Natividad de Nuestro Señor (25 de diciembre).

El resto de celebraciones en que el monarca señalaba que habría capilla pública se relacionaban principalmente con aquellas ocasiones en que los miembros de la familia real solían recibir sacramentos, como el bautismo o sus matrimonios. También solían declarar que habría capilla pública en las entregas solemnes de la Rosa de Oro a las reinas de España por parte de los papas o la imposición de birretas.
Primeramente, a primera hora de la mañana, se permitía la entrada del público a las galerías del patio del Palacio Real.
A la hora señalada para ir a la Capilla Real se formaba una comitiva de acuerdo con el orden siguiente:
- los gentileshombres de casa y boca,
- los mayordomos de semana,
- los grandes de España cubiertos,
- los prelados,
- el monarca y su consorte,
- el resto de miembros de la Real Familia,
- jefes superiores de Palacio,
- los alabarderos.

La procesión discurría por las galerías del patio, alfombradas y decoradas para la ocasión con tapices, entre el público que se agolpaba a uno y otro lado. A lo largo de cada lado público se distribuían a intervalos regulares los alabarderos.
La procesión entraba en la Real Capilla y se colocaba según su rango. El monarca y su consorte tomaban asiento bajo el dosel (que continuaba conociéndose también por su anterior denominación, cortina). En la capilla no entraba el público sino que solamente entraban los que habían tomado parte en la comitiva regia, el cuerpo diplomático y otros invitados.
Se la consideraba una de las ceremonias más solemnes de la corte española. Se exigía la asistencia de los participantes en la procesión con uniforme de etiqueta y traje de corte para las damas.

### Individuales
1. 1 2  Castaño Perea, Enrique (Otoño-invierno 2021). «Quando S. Magestad sale en publico a missa o a vísperas. Recorrido y acompañamiento en el Alcázar de Madrid.». Librosdelacorte.Es (23). doi:10.15366/ldc2021.13.23.008.
2. ↑  Castaño Perea, 2007, p. 291.
3. ↑  Saint-Simon, Louis de Rouvroy, duque de (1932). Ceremonia de la cobertura de un Grande.. «Cuadro de la Corte de España (2) [de 3]». Boletín de la Real Academia de Historia (101): 589, , 623, 624, 627.
4. ↑  Misas de las festiuidades segun el ritual romano á que asiste Su Magestad en su Real Capilla á la cortina, para uso de los Excmos. Sres. Grandes de España. Misas de las festiuidades segun el ritual romano á que asiste Su Magestad en su Real Capilla á la cortina, para uso de los Excmos. Sres. Grandes de España. (Seis volúmenes) 1. Imprenta de la R. Compañía. 1817.
5. ↑  Boletín de la Revista general de legislación y jurisprudencia 6. Imp. de la Revista de Legislación. 1856. p. 240. Consultado el 9 de marzo de 2021.
6. ↑  «Capilla pública». ABC. 10 de diciembre de 1905. p. 5.
7. ↑  Castro y Casaleiz, Antonio de (1886). «Ceremonial para el bautismo del Sermo. Príncipe de Asturias ó Infanta de España». Guía práctica del diplomático español 1. Establecimiento tipográfico de El Correo. p. 691. Consultado el 9 de marzo de 2021.
8. ↑  «La Familia Real. Capilla Pública». ABC. 30 de mayo de 1919. pp. 11-12.